# Utricularia purpureocaerulea
Utricularia purpureocaerulea este o specie de plante carnivore din genul Utricularia, familia Lentibulariaceae, ordinul Lamiales, descrisă de A. St.-hilaire și Amp; F.Girard. Conform Catalogue of Life specia Utricularia purpureocaerulea nu are subspecii cunoscute.